# 신시웨이
신시웨이(Sinsiway)는 대한민국의 DB 보안 기업이다.본사는 서울특별시 송파구 법원로 9길 26에 위치해 있다. 대표이사는 정재훈·유경석이다

## 상장
2023년 아이비케이에스제17호기업인수목적 주식회사(IBKS17호스팩)와의 합병하여 코스닥 시장에 상장하였다

## 같이 보기
- 엑셈
- 한빛소프트
- 디지캡
- 한싹
- 벨로크
- 샌즈랩

## 참고 문헌
1. ↑  신시웨이, 상반기 실적 호전·공공기관 시스템 구축사업 수주에 '폭풍매수', CWN, 2024-08-29
2. ↑  신시웨이, 지난해 매출 첫 100억원대…접근제어 및 암호화 사업 `효자` - 디지털데일리, 2024-03-19
3. ↑  박시현, DB보안 전문 기업 ‘신시웨이’, 3일 코스닥 상장, 디지털경제뉴스, 2023.11.03
4. ↑  신시웨이, 정재훈·유경석 각자대표 체제로 전환, 뉴스와이어, 2024-03-27
5. ↑  한국IR협의회 기술분석보고서-신시웨이, 2024.06.18[깨진 링크(과거 내용 찾기)]